# Otto Graham
Otto Everett Graham, Junior (* 6. Dezember 1921 in Waukegan, Illinois; † 17. Dezember 2003 in Sarasota, Florida), Spitzname: „Automatic Otto“, war ein US-amerikanischer American-Football-Spieler und -Trainer. Er spielte als Quarterback für die Cleveland Browns in der All-America Football Conference (AAFC) und in der National Football League (NFL). Graham spielte zudem Basketball für die Rochester Royals in der National Basketball League.

## Jugend
Otto Graham wurde als Sohn eines Lehrerehepaars geboren. Er hatte noch drei Brüder. Sein Vater war der Leiter des Schulorchesters. Die Kinder der Familie erhielten eine umfassende musikalische Ausbildung. Otto spielte mehrere Instrumente und gewann als Waldhornspieler die Highschool-Meisterschaft von Illinois. Ferner spielte er in einem Blasorchester, welches die US-amerikanische Meisterschaft gewinnen konnte. Auf der Highschool spielte Graham Basketball, erzielte 1937 die meisten Punkte in der Staatsliga und wurde aufgrund seiner sportlichen Leistungen in die Auswahlmannschaft von Illinois aufgenommen. 1938 wurde ihm die gleiche Ehre als Footballspieler zuteil.

## Spielerlaufbahn

### Collegekarriere
Im Jahr 1941 erhielt Otto Graham von der Northwestern University ein Basketballstipendium. In seinem ersten Spieljahr für die Northwestern Wildcats erzielte er die zweitmeisten Punkte in der Big Ten Conference und wurde im letzten Spieljahr 1943 zum Mannschaftskapitän und MVP seiner Mannschaft gewählt. Ferner erhielt er eine Berufung in das College-All-Star-Team, welches den amtierenden Meister der National Basketball League schlagen konnte.
Auf dem Campus seines Colleges wurde Graham vom Trainer der Footballmannschaft beim Werfen eines Footballs beobachtet. Er wurde zu einem Probetraining aufgenommen und spielte danach als Halfback und Quarterback für das Team aus Evanston. Während seiner drei Spielzeiten bei den Wildcats erzielte er ein Quarterback Rating von 100,5. Insgesamt gelangen ihm 15 Touchdowns durch Passspiel, 18 Touchdowns konnte er mit eigenen Läufen in die gegnerische Endzone erzielen.
Als Footballspieler nahm er an zwei All-Star-Spielen teil. Graham wurde sowohl als Basketball-, als auch als Footballspieler zum All American gewählt. Im Jahr 1943 wurde er von der Chicago Tribune aufgrund seiner sportlichen Leistungen mit dem Silver Football ausgezeichnet. Auch sein College zeichnete ihn mehrfach aus.
Graham wurde durch Basketball und American Football bekannt, stand aber auch als Baseballspieler auf dem Sportplatz. Zudem setzte er seine musikalische Ausbildung auf dem College fort und spielte im Schulorchester.

### Profikarriere
Im Jahr 1944 wurde Otto Graham von den Detroit Lions in der ersten Runde an vierter Stelle gedraftet. Vor der Saison wurde er zur United States Naval Air Corps eingezogen. In der Navy spielte er in einer Marinefootballmannschaft. Von dem Team wurde er zum Quarterback umgeschult. Graham hatte bereits während seiner Militärzeit Kontakt zu Paul Brown. Brown war in den Jahren 1941 bis 1943 Footballtrainer an der Ohio State University, deren Footballmannschaft, wie die Northwestern Wildcats, in der Big Ten Conference beheimatet war. Brown, der unmittelbar nach Kriegsende eine neue Profiliga im Footballsport gründen wollte, war von den Fähigkeiten von Graham überzeugt und bot ihm noch während dessen Militärdienstzeit einen Profivertrag an. Noch als Angehöriger der United States Navy unterschrieb Graham einen Vertrag als Profifootballspieler der All-America Football Conference, der ihm ein jährliches Einkommen von 7.500 US-Dollar, sowie ein Handgeld von 1.000 US-Dollar garantierte. Zusätzlich erhielt er für jeden Monat, den er noch Militärdienst leisten musste, 250 US-Dollar pro Monat.
Nach seiner Entlassung spielte Otto Graham zunächst für die Rochester Royals professionell Basketball. 1946 gewann seine Mannschaft die Meisterschaft in der National Basketball League. Unmittelbar danach beendete Graham seine Basketballkarriere. Im selben Jahr nahm die All-America Football Conference ihren Spielbetrieb auf und Graham schloss sich den von Paul Brown trainierten Cleveland Browns an.
Den Browns war es vor der Saison gelungen, zahlreiche spätere Auswahlspieler an die Mannschaft zu binden. Spieler wie Mac Speedie, Dante Lavelli oder Marion Motley liefen für die Browns auf und die Mannschaft entwickelte sich zum Spitzenteam in der AAFC. Die Offensive Line der Browns, die für den Schutz von Graham die Verantwortung hatte, war mit Spielern wie Frank Gatski, Ed Ulinski und Lou Groza herausragend besetzt. Graham entwickelte sich zum führenden Quarterback in der AAFC.
Bis zur Auflösung der Liga im Jahr 1949 führte Graham sein Team zu vier Meistertiteln. 1946 wurden im AAFC-Endspiel die New York Yankees mit 14:9 besiegt. Während der Quarterback der Yankees, Ace Parker, nicht entscheidend in das Spiel eingreifen konnte und lediglich 81 Yards Raumgewinn mit seinen Pässen erzielte, gelang es Dante Lavelli einen Pass von Graham zu einem Touchdown zu verwerten. Graham selbst erzielte mit seinen Pässen einen Raumgewinn von 213 Yards. Die Browns waren von ihrem Quarterback überzeugt und erhöhten sein Salär auf 12.000 US-Dollar pro Jahr. 1947 wurden erneut die von Ray Flaherty trainierten Yankees im Endspiel besiegt. Beim 14:3-Sieg der Browns erlief Graham selbst einen Touchdown. Im folgenden Jahr blieb Graham mit seinem Team in der regular Season ungeschlagen, was den erneuten Einzug in das Meisterschaftsspiel mit sich brachte. Graham konnte einen Touchdownpass zum 49:7-Sieg über die Buffalo Bills beitragen.
1949 gewann die Mannschaft aus Cleveland den letzten AAFC-Meistertitel. Das Spiel gegen die San Francisco 49ers wurde mit 21:7 gewonnen.
Nach der Saison 1949 musste die AAFC den Spielbetrieb einstellen. Die Cleveland Browns wurden in die NFL aufgenommen. Der Siegeszug der Mannschaft setzte sich auch in der NFL fort. Bereits im ersten Saisonspiel 1950 machten die Browns deutlich, dass sie auch in der NFL bestehen können. Sie schlugen den amtierenden NFL-Meister Philadelphia Eagles deutlich mit 35:10. Graham zeigte erneut seine spielerische Klasse, warf drei Touchdownpässe und erlief einen selbst. Am Ende der Saison gewann Graham seinen fünften Titel. Gegner im NFL-Endspiel waren die Los Angeles Rams. Bis zum Beginn des vierten Spielabschnitts waren die Rams, die von ihrem Trainer Joe Stydahar sehr gut auf das Spiel vorbereitet worden waren, ein absolut gleichwertiger Gegner. Erst im letzten Spielabschnitt konnten die Browns das Spiel für sich entscheidend. Graham warf bei dem 30:28-Sieg vier Touchdownpässe. In den nächsten drei Jahren scheiterte Graham mit seinen Browns jeweils im Endspiel, 1951 an den Rams sowie 1952 und 1953 an den Detroit Lions, 1954 und 1955 gewann Graham seinen zweiten und dritten NFL-Titel. 1954 mussten die Detroit Lions eine deutliche 54:10-Niederlage hinnehmen. Graham warf zwei Touchdownpässe und lief dreimal mit dem Ball in die Endzone der Lions.
Im Jahr 1955 schlugen die Browns im NFL-Endspiel erneut die Los Angeles Rams mit 38:14. Graham, der eigentlich nach der Saison 1954 seinen Rücktritt erklärt hatte und vor der Saison 1955 einen Vertrag mit einem Einkommen von 25.000 US-Dollar unterschrieben hatte, erzielte vier Touchdowns, zwei durch Pässe und zwei durch eigene Läufe, musste aber auch erleben, dass drei seiner Pässe abgefangen wurden. Sein Gegenüber bei den Rams, Norm Van Brocklin, hatte allerdings einen sehr schlechten Tag erwischt und warf insgesamt sechs Interceptions.
Nach seiner 10. Endspielteilnahme beendete Graham nach diesem Endspiel endgültig seine Spielerlaufbahn. Otto Graham erzielte während seiner Laufbahn zahlreiche Jahresbestleistungen. In den Jahren 1947 bis 1949 sowie 1952 und 1953 erzielte er in der Liga jeweils den höchsten Raumgewinn durch Passspiel. In der Saison 1946 gelang ihm ein Quarterback Rating von 112,1. Graham konnte 81 % seiner Spiele gewinnen, dies ist noch heute Ligarekord.
Obwohl er im Jahr 1953 bei einem Spiel gegen die San Francisco 49ers eine schwere Gesichtsverletzung erlitt, die mit 15 Stichen genäht werden musste, verpasste er während seiner Profikarriere keines der Spiele seiner Mannschaft. Auch dieses Spiel führte er zu Ende. Die Betreuer des Teams versahen seinen Footballhelm mit einem Gesichtsschutz und es gelang ihm, seine Mannschaft zu einem knappen 23:21-Sieg zu führen. Graham war damit der erste Footballspieler, der an seinem Helm eine Facemask trug.

## Trainerlaufbahn
Ab dem Jahr 1958 war Graham mehrfach Trainer der College-All-Star-Mannschaft. Seiner Mannschaft gelang in seinem ersten Jahr ein 35:19-Sieg über die Detroit Lions – dem amtierenden NFL-Titelträger. Von 1959 an war er Sportdirektor und Footballtrainer an der United States Coast Guard Academy. Im Jahr 1963 blieb seine Footballmannschaft ungeschlagen. Von 1966 bis 1968 trainierte er die Washington Redskins. In Personalunion war er auch General Manager dieser Mannschaft. Graham standen bei den Redskins zahlreiche spätere Mitglieder der Pro Football Hall of Fame wie Sonny Jurgensen, Sam Huff, Bobby Mitchell und Charley Taylor zur Verfügung. Lediglich im Spieljahr 1966 konnte seine Mannschaft eine ausgeglichene Bilanz vorweisen. In dieser Saison konnten die Redskins auch die New York Giants mit 72:41 besiegen. Das Ergebnis ist noch heute NFL-Rekord. Auch die nächsten beiden Spieljahre liefen nicht besser für Grahams Team. Die Mannschaft verlor jeweils mehr Spiele als sie gewinnen konnte. Nach drei erfolglosen Jahren bei der Mannschaft aus Washington, D.C. wurde Graham durch Vince Lombardi ersetzt und er kehrte zur United States Coast Guard zurück. Dort setzte er sich 1985 endgültig zur Ruhe.

## Ehrungen
Otto Graham spielte fünfmal im Pro Bowl, dem Abschlussspiel der besten Spieler einer Saison. Er wurde zehnmal zum All Pro gewählt. Graham ist Mitglied im NFL 75th Anniversary All-Time Team, im NFL 1950s All-Decade Team, in der Northwestern University Athletics Hall of Fame, in der College Football Hall of Fame und in der Pro Football Hall of Fame. Er wurde dreimal zum NFL Most Valuable Player und zweimal zum AAFC-MVP gewählt. Seine Rückennummer wird bei den Browns nicht mehr vergeben. Seit 2010 ehren ihn die Browns im Cleveland Browns Stadium auf dem Cleveland Browns Ring of Honor.

## Privates/Tod
Otto Graham heiratete bereits während seiner Militärzeit seine Jugendfreundin. Das Paar hatte drei Kinder und zwei Pflegekinder. 1977 wurde bei ihm Krebs diagnostiziert. Er engagierte sich danach im Kampf gegen diese Krankheit und nahm unter anderem mit Joe DiMaggio an einem Golfwohltätigkeitsturnier teil. Ferner wurde er zum Ehrenvorsitzenden der American Cancer Society gewählt. Graham starb an einem Herz-Aneurysma. Er lebte bis zu seinem Tod in Sarasota, wo er auf dem Palms Memorial Park beerdigt ist.